# Scopocirini
Scopocirini è una tribù di ragni appartenente alla sottofamiglia Amycinae della famiglia Salticidae dell'ordine Araneae della classe Arachnida.

## Distribuzione
I cinque generi oggi noti di questa tribù sono diffusi esclusivamente fra America centrale e America meridionale; un solo genere, Toloella, è stato rinvenuto unicamente a Panama.

## Tassonomia
A maggio 2010, gli aracnologi riconoscono cinque generi appartenenti a questa tribù:
- Cylistella Simon, 1901 — dall'America centrale all'America meridionale (7 specie)
- Cyllodania Simon, 1902 — dall'America centrale all'America meridionale (2 specie)
- Gypogyna Simon, 1900 — Paraguay, Argentina (1 specie)
- Scopocira Simon, 1900 — da Panama all'America meridionale (9 specie)
- Toloella Chickering, 1946 — Panama (1 specie)